# Charco de Pantoja
Charco de Pantoja es una localidad del estado mexicano de Guanajuato. Es parte del municipio de Valle de Santiago.

## Demografía
| Gráfica de evolución demográfica |
|                                  |

| Censo | Población |
| ----- | --------- |
| 1900  | 479       |
| 1910  | 468       |
| 1921  | 325       |
| 1930  | 450       |
| 1940  | 686       |
| 1950  | 841       |
| 1960  | 1 262     |
| 1970  | 1 577     |
| 1980  | 2 202     |
| 1990  | 2 004     |
| 2000  | 1 753     |
| 2010  | 1 777     |
| 2020  | 1 648     |